# Enric Sala i Gamito
Enric Sala i Gamito (Girona, 26 de novembre del 1968) és un explorador resident de Nacional Geogràfic activament compromès en l'exploració, recerca, i comunicacions per avançar en la conservació dels oceans. Va crear el Pristine Seas Project per identificar, estudiar, i protegir els últims llocs salvatges en l'oceà. Llurs més de 120 publicacions científiques són àmpliament reconegudes i utilitzades per esforços de conservació com la creació de reserves marines.
Els objectius presents de Sala són ajudar protegir els últims ecosistemes marins pristins a tot el món, i per desenvolupar models empresarials nous que permetin la conservació marina. Condueix expedicions a alguns dels llocs més remots en l'oceà, per dur a terme les primeres recerques científiques integrals d'aquestes àrees en estat primigeni per obtenir una idea general de com l'oceà solia ser. També produeix pel·lícules documentals i altres mitjans de comunicació per aixecar conscienciació sobre la importància d'un oceà sa, i per inspirar dirigents de país perquè creïn extenses reserves marines. Sala també va escriure el llibre, Pristine Seas: Journeys to the Ocean's Last Wild Places, publicat en 2015
Treballant amb organitzacions clau de conservació, Sala va ajudar a inspirar la creació del Pacific Remote Islands Marine National Monument, EUA; el Parc Marí Nazca-Desventuradas, Xile; el Palau National Marine Sanctuary, Palau; el Parc Marí Motu Motiro Hiva, Xile; la Reserva Marina de les Illes Pitcairn, Regne Unit; la Reserva Marina Southern Line Islands, Kiribati; el sistema de marí de parcs de Gabon; l'Àrea Gestionada de Muntanyes Marines, Costa Rica; el Santuari Marí de Darwin i Wolf, Galàpagos; l'expansió del Parc Nacional Àrtic rus al voltant de Terra de Franz Josef i l'expansió de la Reserva Malpelo, Colòmbia. En total, el Projecte Pristine Seas ha ajudat protegir més de 3 milions de quilòmetres quadrats de territori oceànic.
Després d'acabar la carrera de Biologia Marina en la Universitat de Marsella Enric Sala va arribar el 1997 a La Jolla, Califòrnia, amb una beca de la Generalitat per fer dos anys de recerca postdoctoral. Posteriorment obtingué una plaça de professor a la Institució Scripps d'Oceanografia en La Jolla, Califòrnia (2000–2007) i posteriorment hi anà al CEAB-CSIC de Blanes (2007–2008).
Estant a Blanes la Societat National Geographic aprovà un projecte que Sala havia presentat, per la qual cosa aquest va començar una important activitat conservacionista dirigint el Projecte.
Durant les expedicions a les Illes de Northern Line, Sala i el seu equip de científics va descobrir que depredadors naturals consumien vora el 85 per cent de la biomassa local. També han estudiat la Terra de Franz Josef, una reserva de la naturalesa.
Enric Sala va participar en la pel·lícula de gran pantalla "Before the flood" (Abans del diluvi) 2016, un documental amb el que pretén conscienciar sobre els perills del canvi climàtic. En la cinta, Di Caprio viatja per tot al món, parlant sobre aquest fenomen amb nombrosos científics i experts del clima, a més dels líders mundials, entre ells el president Obama.
En 2018, Sala va rebre el 23è Premi Heinz en Política Pública.
Amb el seu equip de Pristine Seas, va descobrir el corall més gros del món a les illes Salomó al novembre del 2024. Aquesta xarxa complexa fa uns 34 metres d’amplada, 32 de llargada, 5,5 d’alçada i una circumferència de 183 metres. Es calcula que aquest corall que pertany a l’espècie Pavona clavus té uns tres cents anys de vida.

## Pel·lícules de televisió
- Russia’s Far North (NatGeo Wild, 2015)
- Africa's Wild Coast (Nat Geo Wild, 2014)
- Sharks of Lost Island (NatGeo Wild, 2013)
- Lost Sharks of Easter Island (NatGeo Wild, 2012)
- Secrets of the Mediterranean: Cousteau's Lost World (NatGeo Wild, 2011)
- Shark Island (NatGeo Wild, 2010)
- Journey to Shark Eden (National Geographic Channel, 2009)